# کتاب چهارم باروخ
کتاب چهارم باروخ (انگلیسی: 4 Baruch) یا ناگفته‌های ارمیا یک متن دروغ‌نامیده از عهد عتیق است که در چندین نسخه خطی یونانی باستان این اثر ظاهر می‌شود، به معنی «چیزهایی که از (کتاب) ارمیا باقی مانده‌است». این بخشی از کتاب مقدس ارتدکس اتیوپی است.